# 101. Deutscher Katholikentag

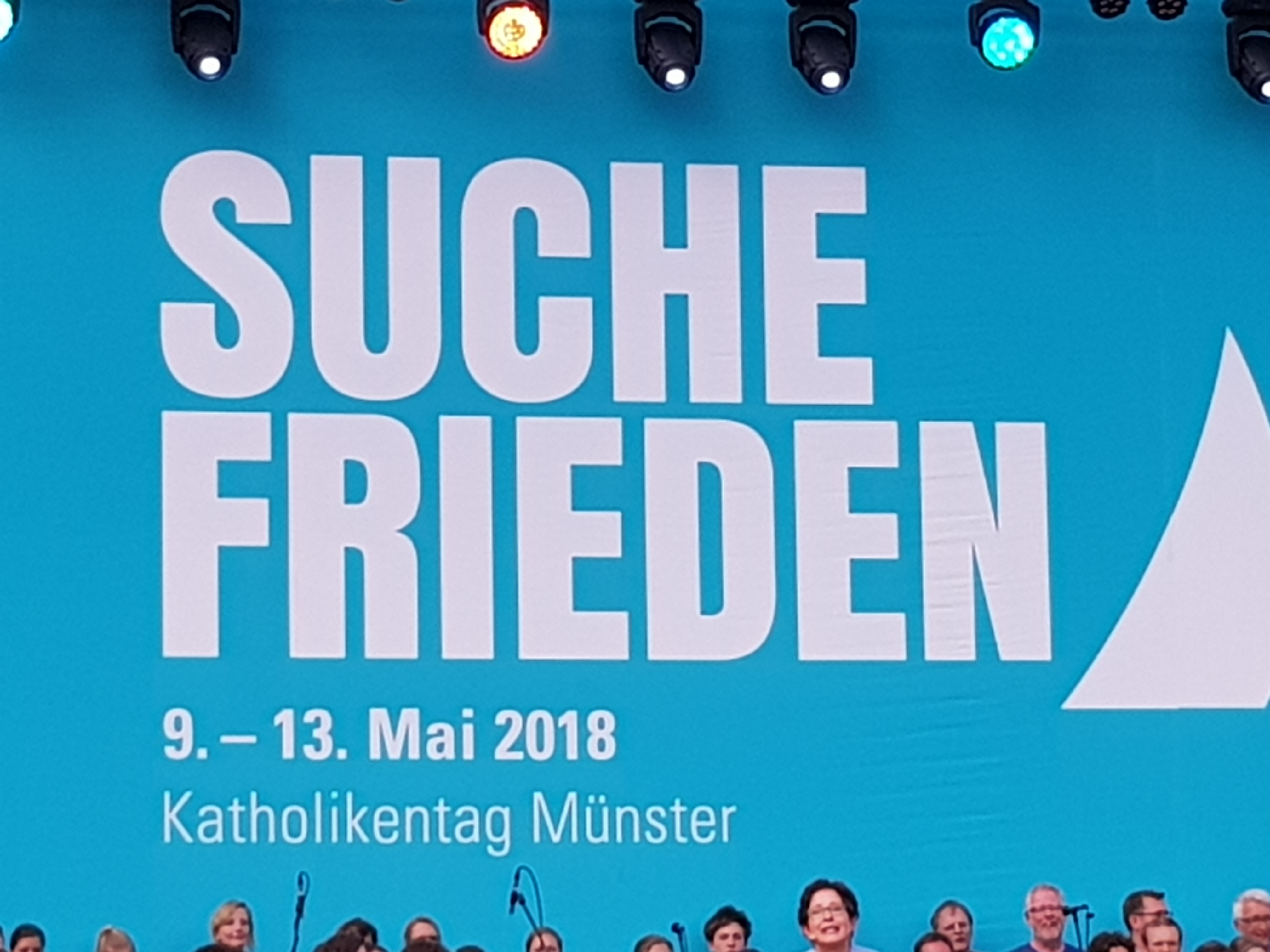
Motto des 101. Katholikentags in Münster

Der 101. Deutsche Katholikentag fand vom 9. bis zum 13. Mai 2018 in Münster statt. Gastgeber des Katholikentags war das Zentralkomitee der deutschen Katholiken (ZdK) zusammen mit dem Bistum Münster. Der Katholikentag stand unter dem Motto: „Suche Frieden“. Nach 1852, 1885 und 1930 war es der vierte Katholikentag in Münster.

## Motto

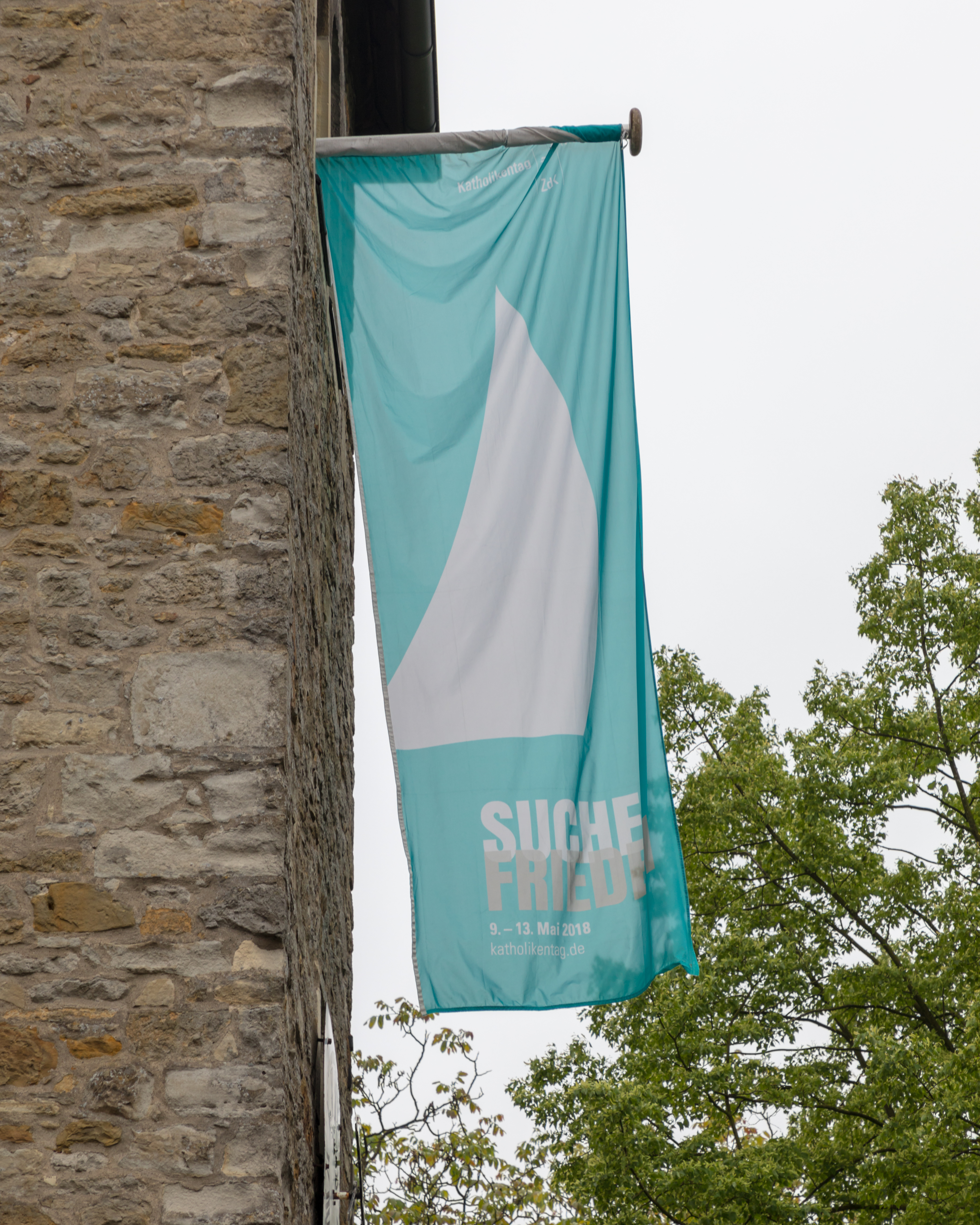
Fahne mit Motto des Katholikentages an der St.-Josef-Kirche in Münster-Kinderhaus

Das Leitwort „Suche Frieden“ stellte einen Bezug zum Ende des Ersten Weltkriegs 1918 und zum Beginn des Dreißigjährigen Krieges 1618 her, der mit dem Westfälischen Frieden in Münster und Osnabrück 1648 beendet wurde. Es griff auch das Psalmwort (Ps 34 ) auf (Vers 15: Meide das Böse und tu das Gute, suche Frieden und jage ihm nach!).

## Rechtsträger
Für die Durchführung und Abwicklung des Katholikentags vor Ort wurde der Rechtsträger Trägerverein des 101. Deutschen Katholikentags Münster 2018 e. V. gegründet. Dieser Eingetragene Verein bürgerlichen Rechts (e. V.), der gemeinsam vom Zentralkomitee der deutschen Katholiken (ZdK) und dem Bistum Münster gegründet wurde – stellt im Auftrag des Veranstalters die wirtschaftlichen, rechtlichen und organisatorischen Mittel und Voraussetzungen für die Planung, Durchführung und Abwicklung des Katholikentags vor Ort sicher. Geschäftsführer ist Roland Vilsmaier.

## Programm und Themenangebote
Bei dem größten Laientreffen der katholischen Kirche in Deutschland stand das Katholikentagsmotto «Suche Frieden» im Vordergrund. An vier Tagen fanden über 1.200 Veranstaltungen in der gesamten Innenstadt Münsters statt, unter anderem in der Halle Münsterland, Domplatz, am Aasee und am Schloss Münster. Es wurden 50.000 Dauerteilnehmer aus ganz Deutschland und weitere 20.000 Tagesgäste erwartet. Fast 90.000 Eintrittskarten wurden beim Katholikentag verkauft.
Einzelne Themenbereiche waren:
- Themenbereich 1: „Gesellschaft und Politik“, mit einem Europatag unter dem Motto „Suche Frieden … Finde EUROPA!“
- Themenbereich 2: „Kirche, Theologie, Religionen“, mit Veranstaltungen zu „Kirche und Theologie“, „Ökumene“ und „Dialog der Religionen“
- „Lebenswelten“, mit Veranstaltungen zu „Bunte Lebenswelten“, „Kinder“, „Junge Menschen“, „Frauen und Männer“, „Partnerschaft“, „Familie“, „Generationen“
- „Liturgiewerkstätten“, mit Veranstaltungen zu „Liturgie und Frieden“, „Liturgie und Medien“ und „Liturgie in größeren Seelsorgeeinheiten“
- „Bibel und Spiritualität“, mit Gesprächskreisen zu Glaubens- und Lebensfragen, Beratungs-, Begleit- oder Beichtgesprächen
- „Kultur“ mit zahlreichen kulturellen Veranstaltungen, wie dem Arab Jewish Orchestra aus Israel
- „Kirchenmeile“ mit mehr als 350 Informations- und Begegnungsangeboten der katholischen Kirche

## Verlauf
Die feierliche Eröffnung auf dem Domplatz in Münster fand am 9. Mai 2018 statt, umrahmt von Vor- und Nachprogrammen. Bundespräsident Frank-Walter Steinmeier, Ministerpräsident Armin Laschet, ZdK-Präsident Thomas Sternberg und der Bischof von Münster, Felix Genn, sowie Notburga Heveling, Vorsitzende des Diözesankomitees der Katholiken, richteten Begrüßungsworte an die etwa 12.000 Besucher.
Am 10. Mai 2018 fand ein Großgottesdienst zum Hochfest Christi Himmelfahrt auf dem Schlossplatz statt. Am Freitag, 11. Mai 2018, wurde zu einem zentralen Ökumenischen Gottesdienst im St.-Paulus-Dom eingeladen. Der Katholikentag endete am Sonntag, 13. Mai 2018, mit einem Hauptgottesdienst unter der Leitung von Reinhard Kardinal Marx, dem Vorsitzenden der Deutschen Bischofskonferenz, auf dem Münsteraner Schlossplatz.

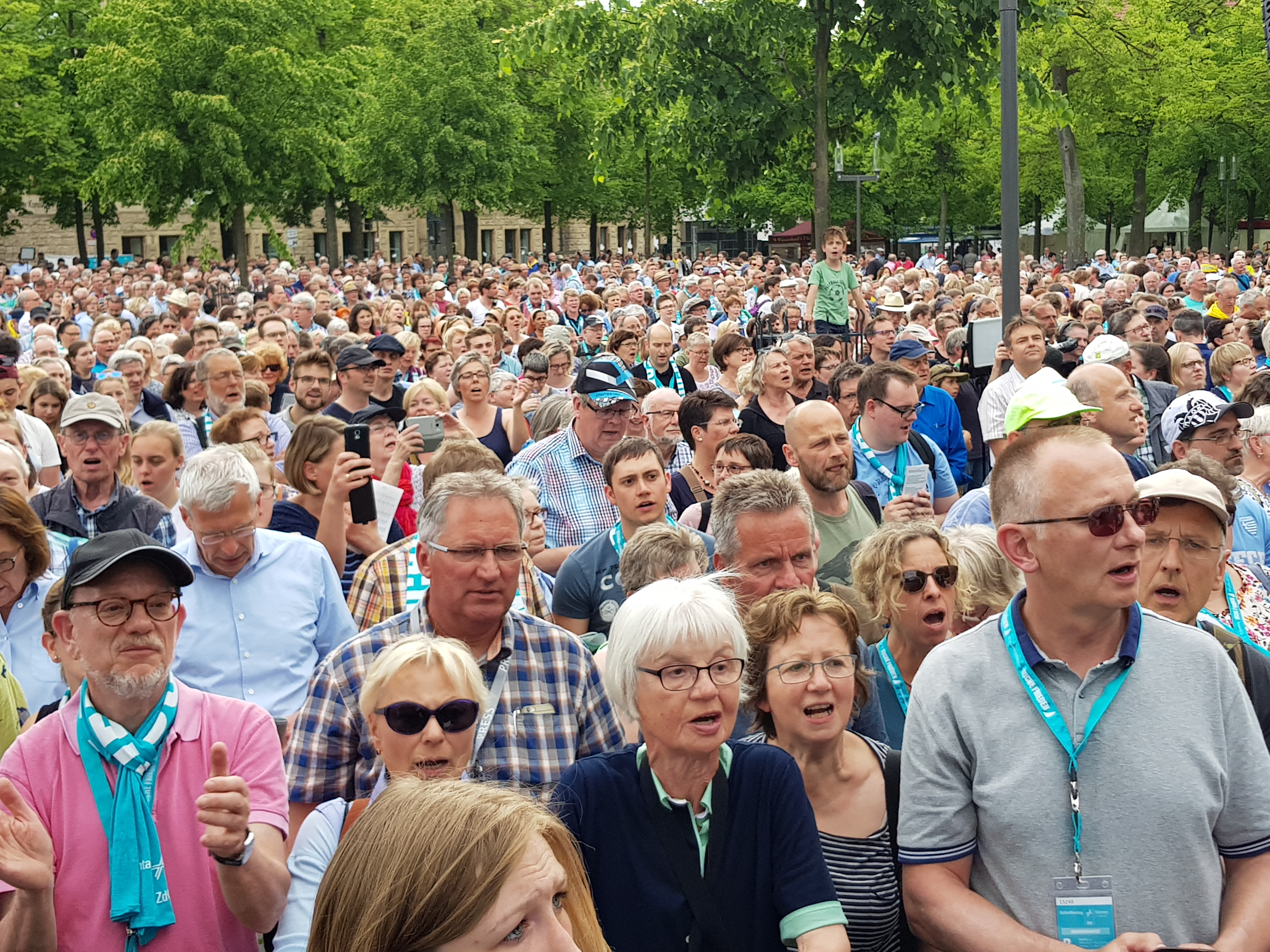
Eröffnung des 101. Katholikentags in Münster
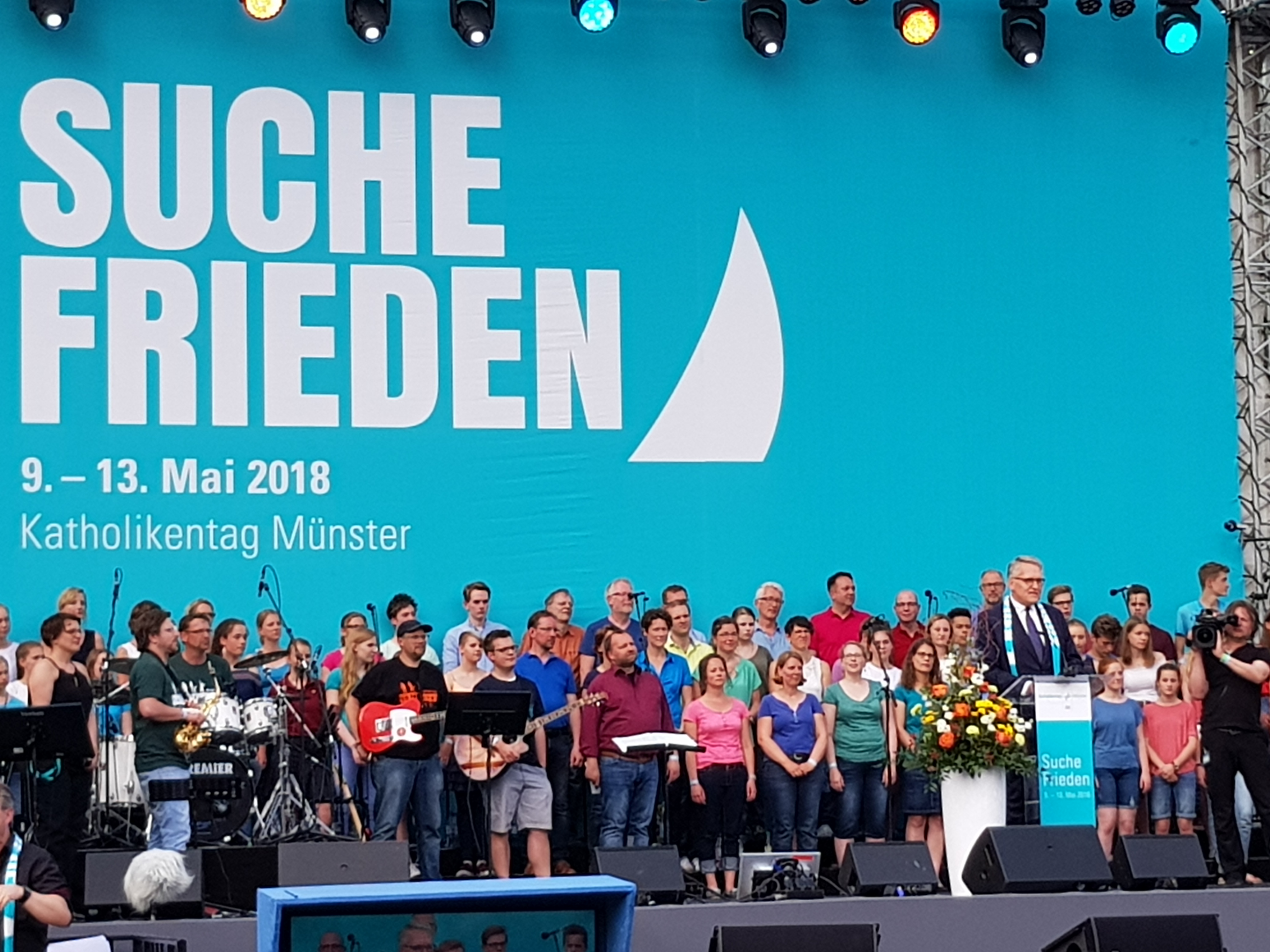
ZdK-Präsident Thomas Sternberg bei der Eröffnung des 101. Katholikentags in Münster
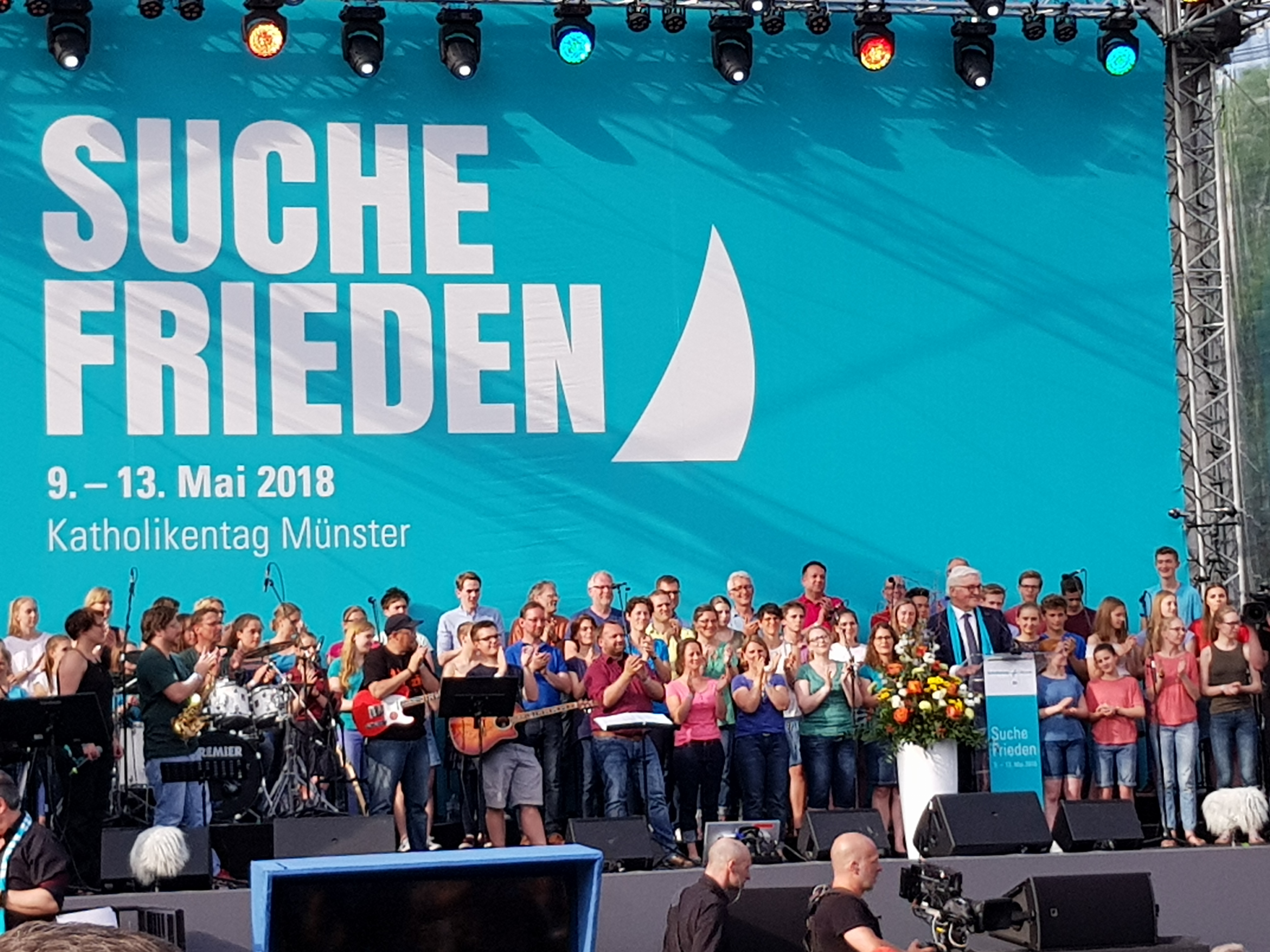
Bundespräsident Frank-Walter Steinmeier bei der Eröffnung des 101. Katholikentags in Münster
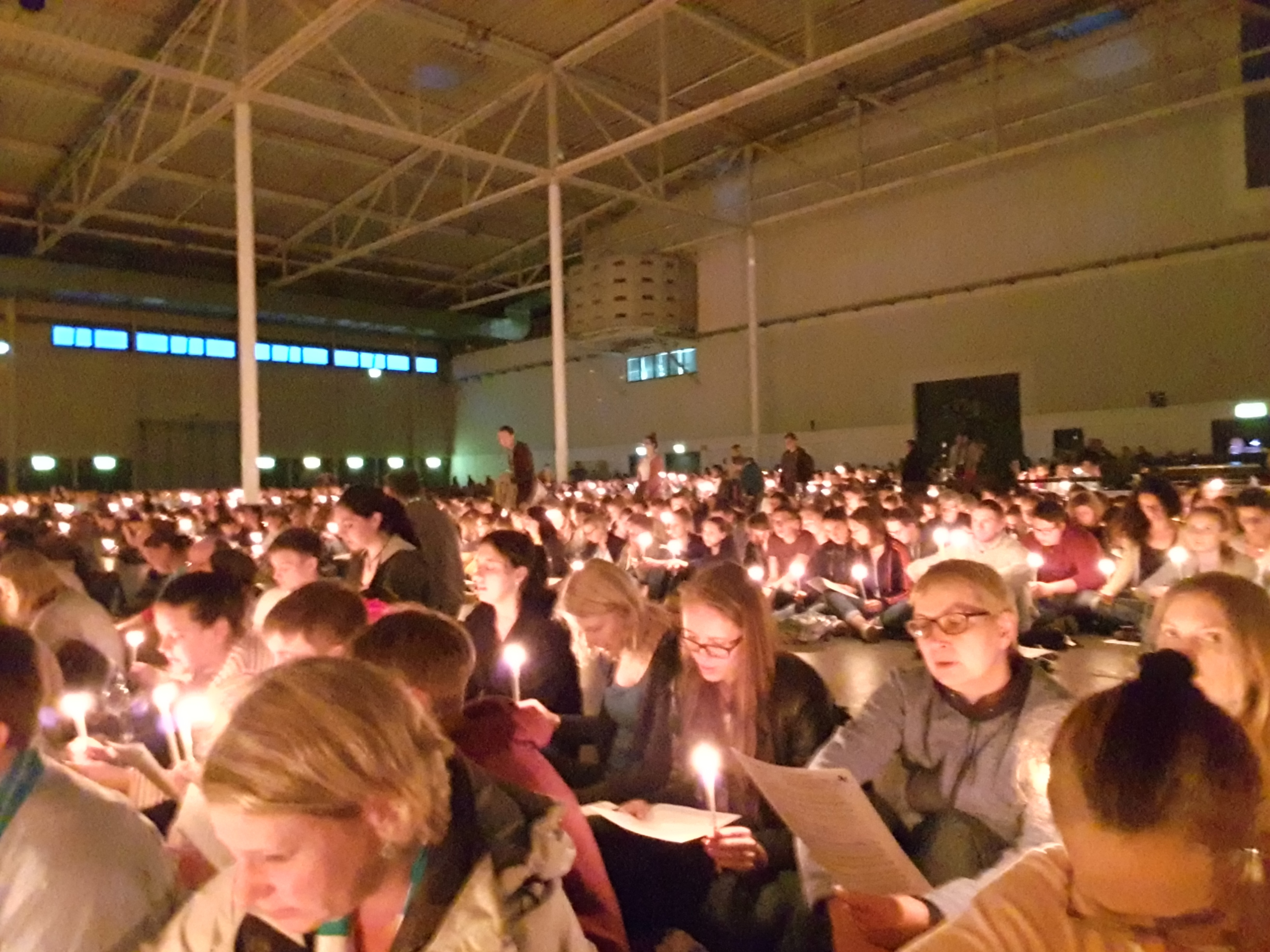
Nacht der Lichter in einer Messehalle
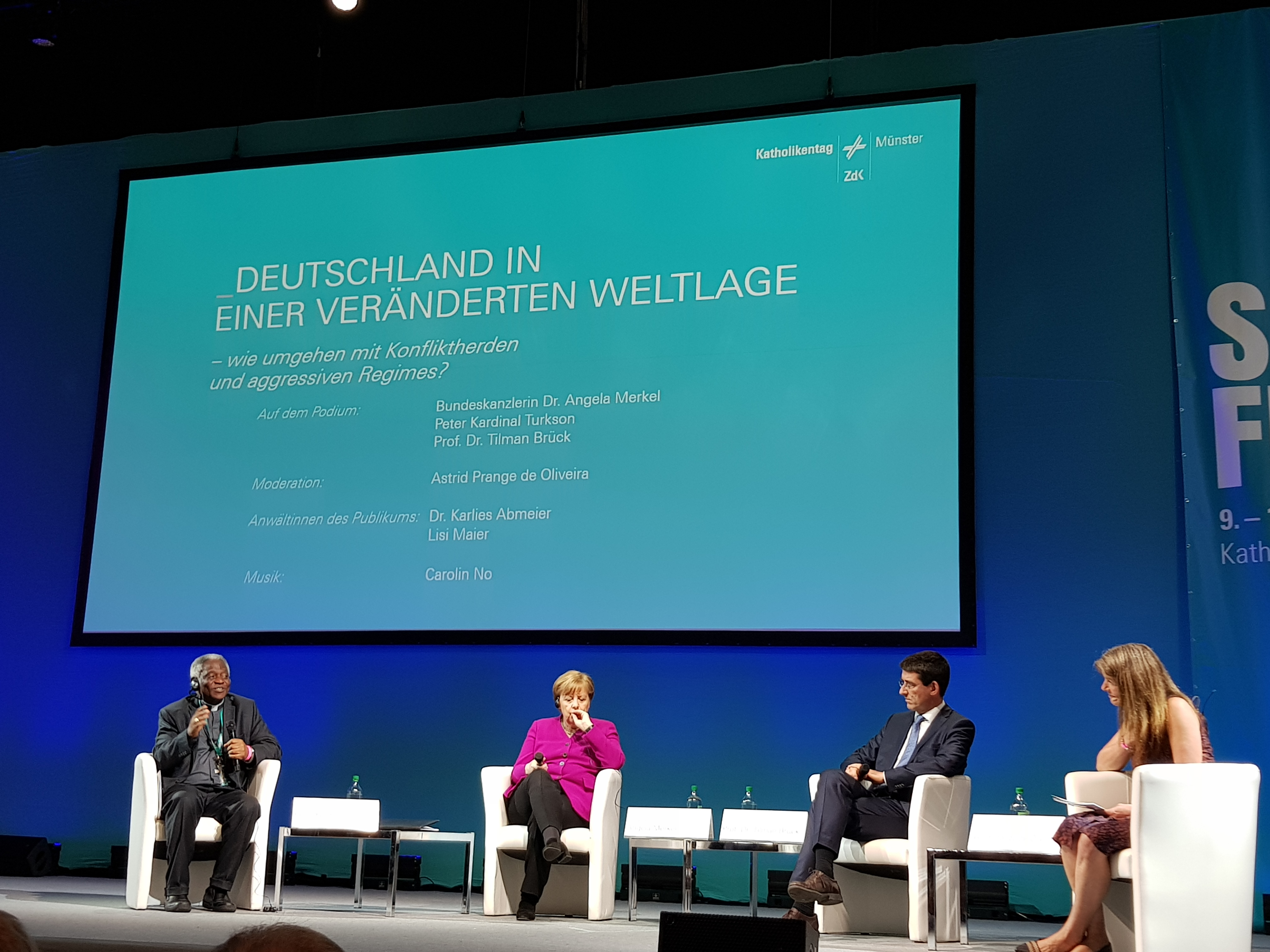
Kurienkardinal Peter Turkson, Bundeskanzlerin Angela Merkel und Wirtschaftswissenschaftler Tilman Brück im Rahmen einer Podiumsdiskussion
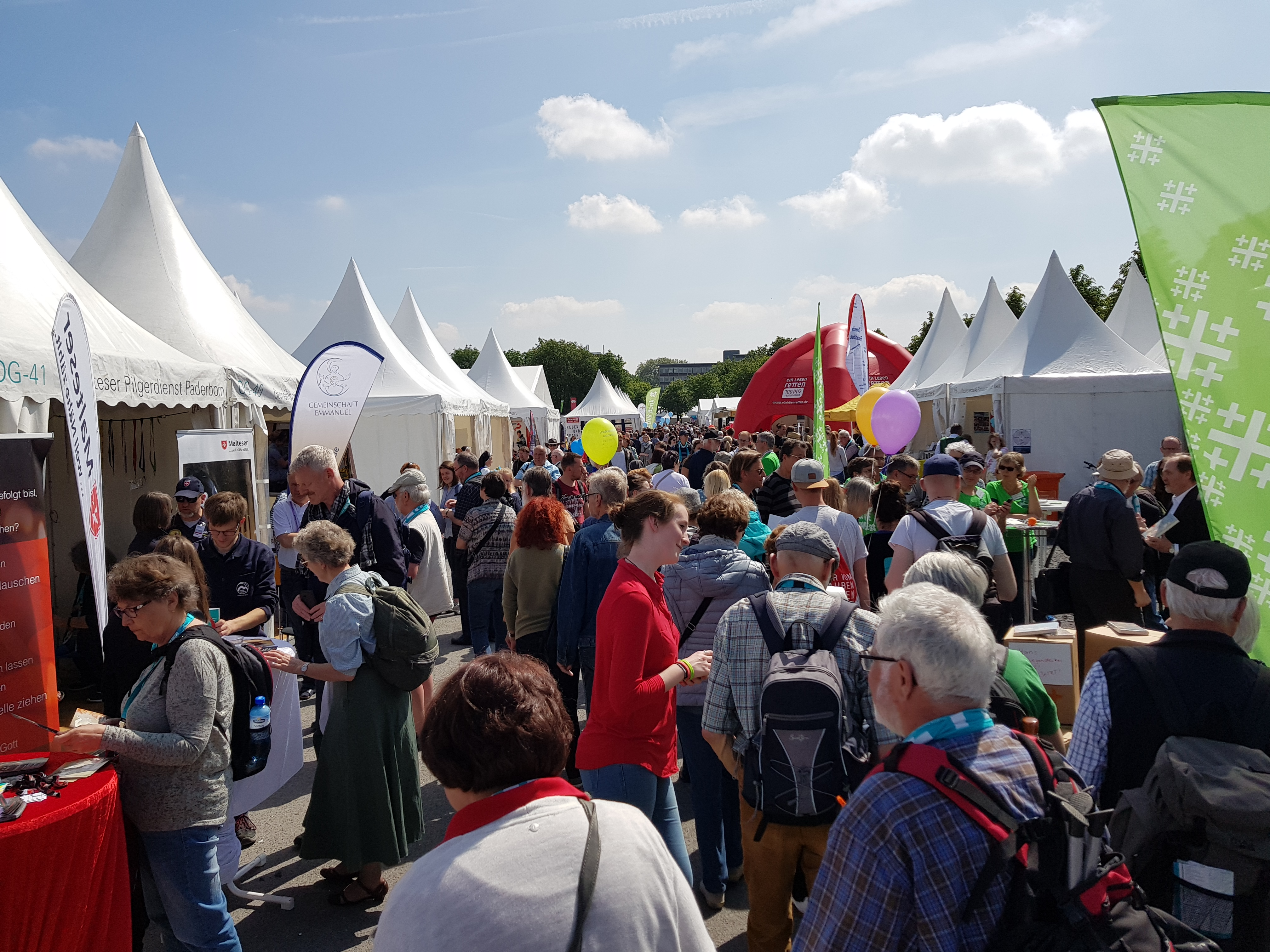
"Kirchenmeile" am Schlossplatz

## Besucher und Teilnehmer
Als Besucher und Teilnehmer des Programms des Katholikentags hatten sich offiziell angemeldet:
- Angela Merkel, Bundeskanzlerin
- Juan Manuel Santos, kolumbianischer Staatspräsident und Friedensnobelpreisträger
- die Bundesminister Julia Klöckner, Jens Spahn, Monika Grütters, Katarina Barley, Franziska Giffey und Hubertus Heil. Horst Seehofer sagte kurzfristig ab.
- die Ministerpräsidenten Malu Dreyer (Rheinland-Pfalz) und Winfried Kretschmann (Baden-Württemberg)
- Norbert Lammert und Wolfgang Thierse, Bundestagspräsidenten a. D.
- Katrin Göring-Eckardt, Fraktionsvorsitzende Bündnis 90/Die Grünen
- Volker Münz, kirchenpolitischer Sprecher der AfD-Bundestagsfraktion
- Götz Alsmann, Münsteraner Musiker
- Frank Bsirske, Vorsitzender der Gewerkschaft ver.di
- Aiman Mazyek, Zentralrat der Muslime in Deutschland
- Jörg Schönenborn, WDR-Fernsehdirektor
- Bettina Schausten, Leiterin ZDF-Hauptstadtstudio
- Kai Gniffke, Tagesschau-Chef
- Eckart von Hirschhausen, Kabarettist
- Leslie Clio, Sängerin
- Wim Wenders, der erstmals seinen neuen Film Papst Franziskus – Ein Mann seines Wortes zeigte
- Udo Lindenberg, der in der Liebfrauen-Überwasserkirche sein Gemälde-Zyklus „Die zehn Gebote“ ausstellt
- Peter Kardinal Turkson (Vatikan), Rainer Maria Kardinal Woelki (Köln) und Gregorio Rosa Kardinal Chávez (El Salvador)
- die Erzbischöfe Heiner Koch (Berlin), Stefan Heße (Hamburg) und Ludwig Schick (Bamberg)
- die Bischöfe Franz-Josef Overbeck (Essen), Gerhard Feige (Magdeburg), Gebhard Fürst (Rottenburg-Stuttgart) und weitere

## Finanzierung
Der Katholikentag in Münster wies einen Haushalt von 9,3 Millionen Euro aus. Die monetären Mittel wurden von folgenden Gebern finanziert:
- 0,982 Mio. Euro Sachzuschüsse der Stadt Münster
- 1,6 Mio. Euro vom Land Nordrhein-Westfalen
- 0,4 Mio. Euro vom Bund; das Bundesinnenministerium fördert den Katholikentag als Forum gesellschaftlicher Debatten
- 1,5 Mio. Euro vom Bistum Münster
- 1,0 Mio. Euro von den katholischen Bistümern in Deutschland
- 3,6 Mio. Euro Einnahmen des Veranstalters (Zentralkomitee der deutschen Katholiken)
- 0,3 Mio. Euro sonstige Einnahmen

Von den Kosten für den Katholikentag trug die Kirche circa zwei Drittel – 3,6 Millionen Euro waren Einnahmen durch Tages-, Dauerkarten und Standgebühren des Veranstalters, des Zentralkomitees der deutschen Katholiken – selbst. 2,5 Millionen Euro waren kirchliche Zuschüsse (Bistum Münster und die deutschen Bistümer). Insgesamt drei Millionen Euro kamen vom Bund, vom Land Nordrhein-Westfalen und von der Stadt Münster.
Gegenzurechnen sind Einnahmen der kommunalen Einrichtungen der Stadt Münster, der Gewerbesteuer der Stadt Münster und Auftragsvergaben an lokale Unternehmen. Des Weiteren sind anzurechnen Ausgaben der Besucher und Teilnehmer des Katholikentages für Übernachtungen, Verpflegung und Konsumtion. Für die Stadt Münster fielen im Rahmen der Wirtschaftsförderungen nicht bezifferbare Mehrwerte an für die mehrtägige bundesweite Medien-Präsenz.

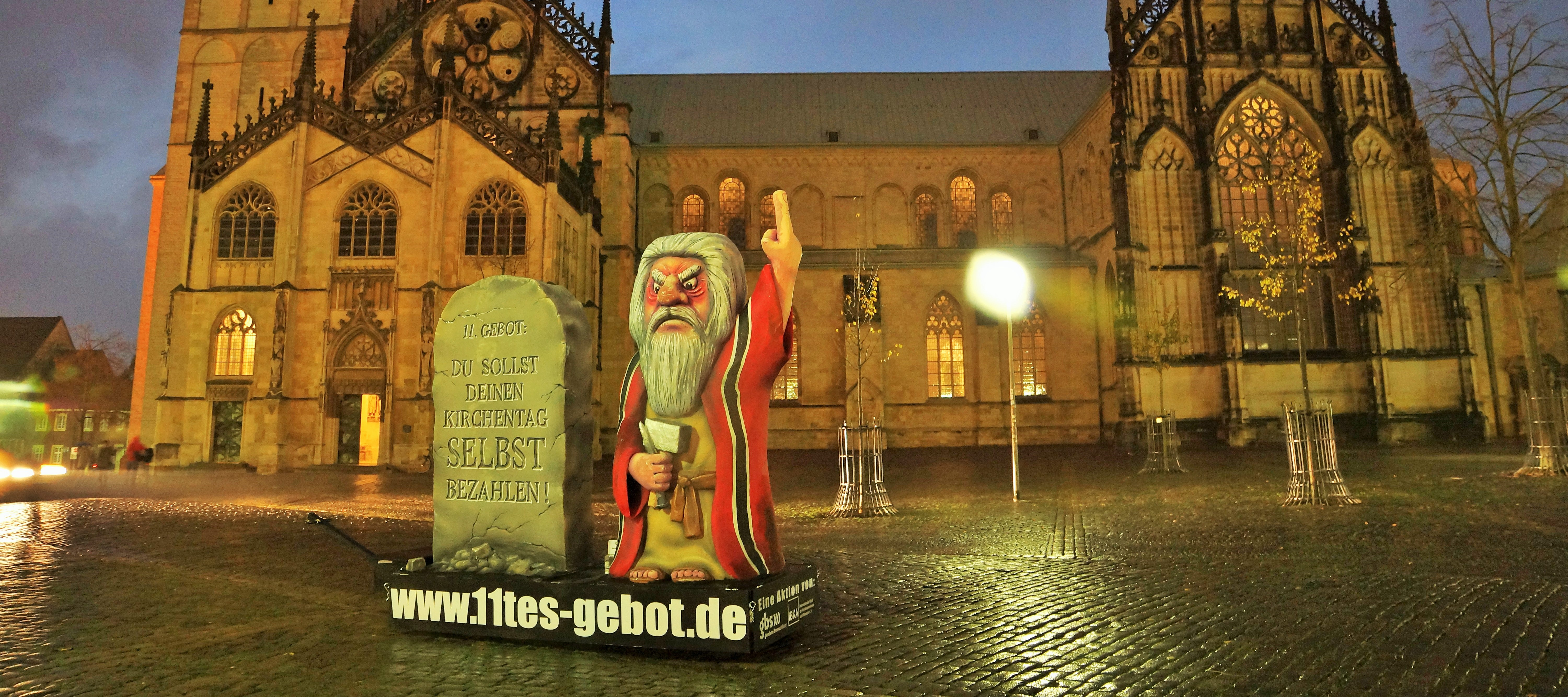
Kunstaktion Das 11. Gebot protestiert in Münster im November 2014 gegen den Zuschuss aus öffentlichen Geldern für den Katholikentag 2018.

Gegen den Zuschuss aus öffentlichen Geldern für den Katholikentag protestierte die Kunstaktion Das 11. Gebot (Du sollst deinen Kirchentag selbst bezahlen!) und der Internationale Bund der Konfessionslosen und Atheisten im Jahr 2014 im Vorfeld der Abstimmung im Münsteraner Stadtrat. Der Stadtrat stimmte gegen den vom Veranstalter beantragten Barzuschuss in Höhe von 1,2 Millionen Euro. Dies erregte deutschlandweit Aufmerksamkeit, weil erstmals in der Geschichte der Katholikentage ein Barzuschuss durch die Kommune verweigert wurde. In der Debatte wurden unter anderem die Argumente vorgetragen, dass die Stadt über 800 Millionen Euro Schulden, jedoch das Bistum Münster zwei Milliarden Vermögen habe. Schließlich bewilligte die Stadt Sachleistungen in Höhe von 982.000 Euro. Die Sachleistungen der Stadt bestanden dabei vor allem in der Zurverfügungstellung von Münsterlandhalle, Schulen und weiteren öffentlichen Gebäuden sowie dem Kombiticket der Besucher für den öffentlichen Nahverkehr.